# Софтбол

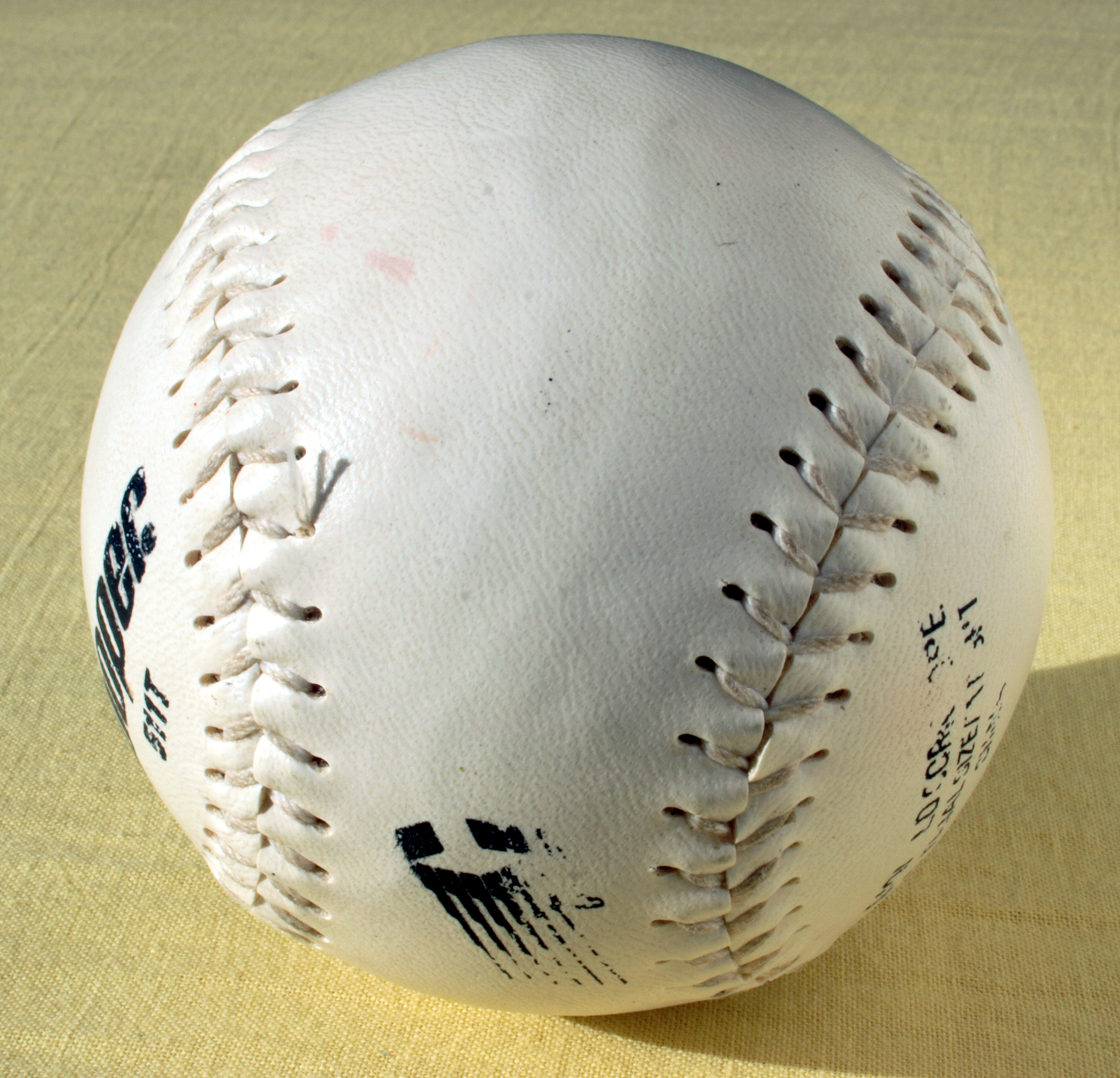
Софтбольний м'яч

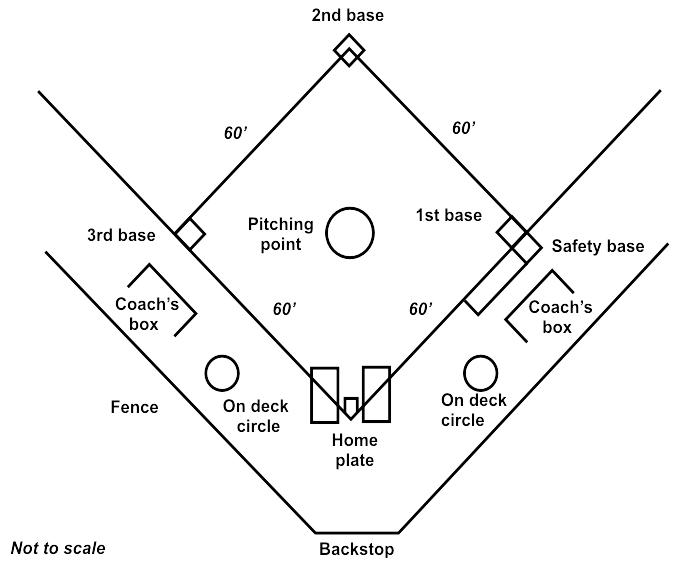
Софтбольний майданчик (розмітка)

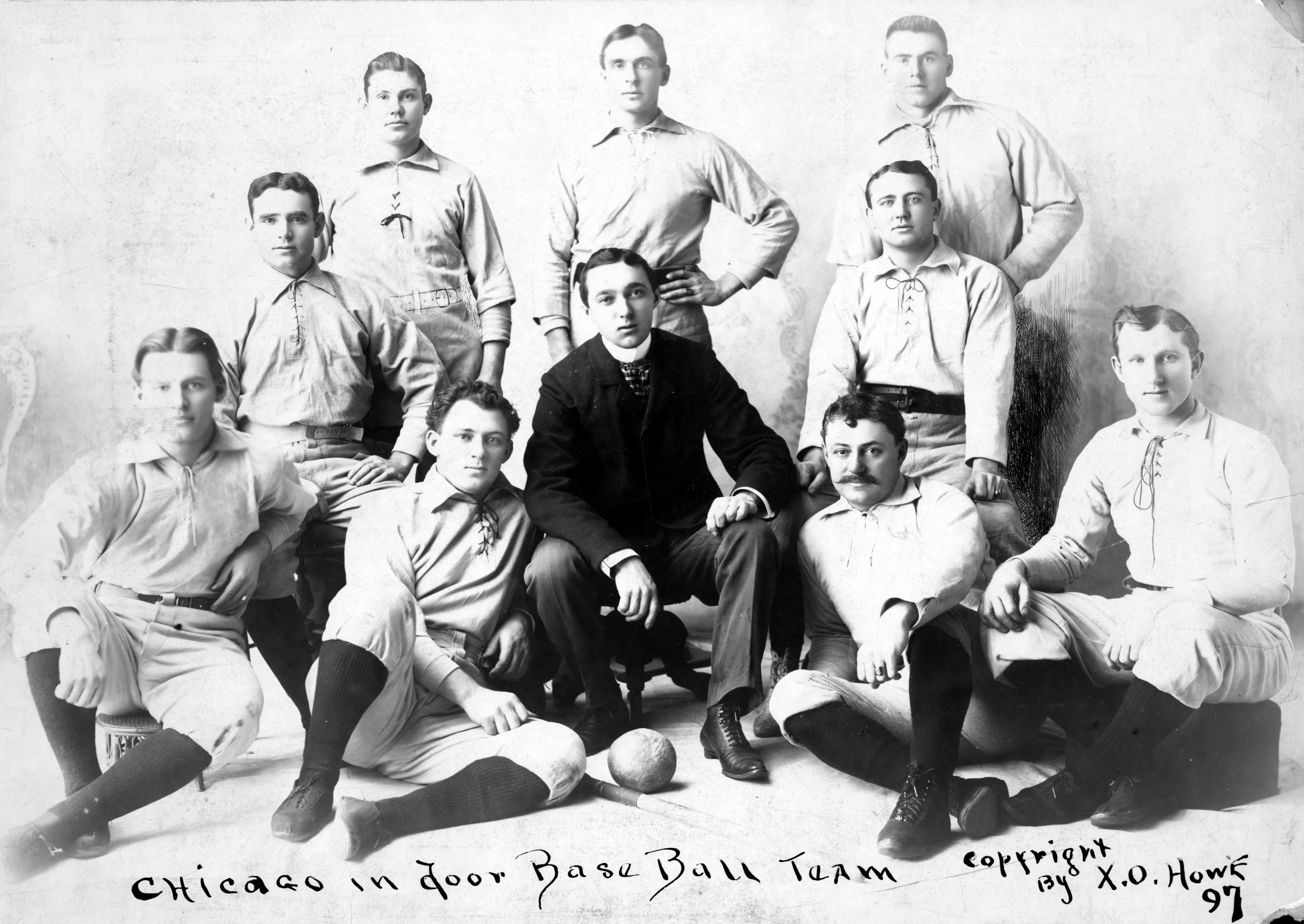
Перша фотографія софтбольної команди, Чикаго, США, 1897 рік.

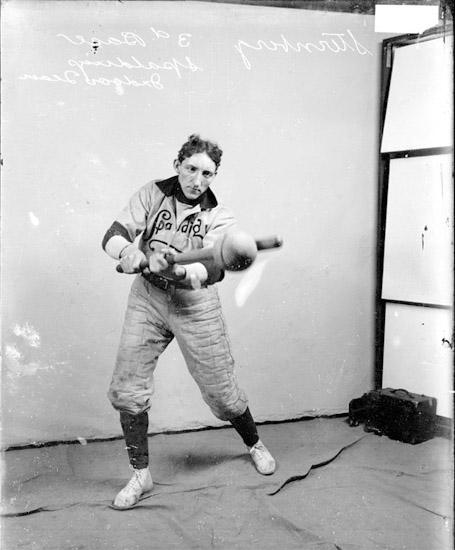
Гра в софтбол у приміщенні, 1907 рік.

Софтбол (англ. soft — м'який англ. ball — м'яч) — різновид бейсболу, в який грають більшим за розміром м'ячем, ніж у бейсболі. У цьому виді бейсболу свої правила: подача м'яча така, що знижує його швидкість у польоті, а сама гра триває сім інінгів (періодів) замість дев'яти як у бейсболі. У багатьох бейсбольних країнах софтбол — альтернатива бейсболу для непрофесіоналів і жінок, адже відмінності мають на меті зниження травматизму та вимог до фізичної форми спортсменів.

## Інвентар
М'яч
Довжина окружності стандартного м’яча 30,5 см, допустимий діапазон довжини від 30,2 до 30,8 см.
Стандартний м’яч має вагу від 178 г до 198,4 г.
Битка
Битка має бути круглою та гладкою, її довжина має бути не довше 86,4 см (34 дюйми) і вагою не більше 1 077 г (38 унцій); діаметром не більше 5,7 см у більшій її частині (допустиме збільшення на 0,8 мм).

## Історія
Софтбол з'явився в США 1887 року. Спочатку гра мала назву «машбол» (англ. mushball) і «кіттенбол» (англ. kittenball), а 1920 року отримала сучасну назву.
Міжнародна федерація Софтболу (IFS) була заснована 1965 року; станом на 2001 рік — у ній 122 національні федерації.
Всесвітня конфедерація бейсболу і софтболу (англ. World Baseball Softball Confederation, WBSC) – це всесвітня спортивна організація, що виконує роль адміністративного органу для континентальних федерацій бейсболу і софтболу. Заснована 2013 року за допомогою об'єднання Міжнародної федерації бейсболу (IBAF) і Міжнародної федерації софтболу (ISF). IBAF і ISF увійшли в організаційну структуру WBSC як окремі підрозділи — Бейсбольного і Софтбольного відділення. Кожним відділенням керує Виконавчий комітет, а керівний орган у WBSC це її Виконавча рада.
Штаб-квартира розташована в Лозанні, Швейцарія. WBSC визнана Міжнародним олімпійським комітетом як єдиний всесвітній повноважний орган для бейсболу і софтболу. Члени WBSC це 251 бейсбольна і софтбольна асоціація зі 142 країн світу.
Чемпіонати світу серед жінок проходять з 1965 року, серед чоловіків — з 1966 року.
Софтбол - олімпійський вид спорту. У програмі літніх олімпійських ігор змагання із софтболу відбувалися 1996 року (Атланта), 2004 року (Афіни) і 2020 року в Токіо.

## Софтбол в Україні
Одним з фундаторів софтболу та бейсболу в Україні був В.В. Шигалевський – професор, академік Олімпійської академії України, заслужений тренер України, головний тренер України із софтболу, зав. кафедри фізичного виховання Східноукраїнського національного університету, перу якого належить чимало досліджень та методичних розробок з бейсболу та софтболу.
2 жовтня 2012 року в Луганську відкрили перше в Україні професійне поле для софтболу, яке відповідає найвищим вимогам та дозволяє проводити міжнародні спортивні турніри; це поле – базовий майданчик для жіночої команди Східноукраїнського національного університету імені Володимира Даля "Ніка-Далівський університет".
Якщо прийнято вважати, що софтбол як спортивна гра зародився в США 1887 року, то в колишньому СРСР софтбол почав розвиватися лише за 100 з лишком років, а саме з 1989 року. Уже тоді було проведено Чемпіонат профспілок України та інші змагання. Перший та єдиний Чемпіонат СРСР було проведено 1991 року в місті Тирасполі, перемогу в ньому здобула команда із цього міста - «Вікторія». У ньому взяло участь 12 команд, серед яких були й українські команди із мм. Києва і Луганська.
В Україні софтбол почав свій розвиток так само з 1989 року, тоді ж були проведені перші національні змагання – Першість профспілок УРСР. З 1991 року почав проводитись Чемпіонат України із софтболу серед жінок, а з 1992 року – Кубок України із цього виду спорту.
1994 року збірна команда України із софтболу перший і, поки що єдиний, раз взяла участь у Чемпіонаті Світу у м. Сент-Джонс (англ. St. John's) (Канада). Але в Чемпіонатах Європи із софтболу серед жінок, збірна нашої. країни брала участь, починаючи з 1997 року майже регулярно (за винятком 2001 року в Австрії). 1997 року збірна України із софтболу грала на Чемпіонаті Європи в м. Празі (чеськ. Praha) (Чехія), а потім 1999 року в м. Антверпен (нід. Antwerpen; фр. Anvers) (Бельгія). Наступні Чемпіонати Європи, в яких брала участь наша національна збірна, що проходили 2003 року в м.м. Каронно-Пертузелла (італ. Caronno Pertusella) та Саронно (італ. Saronno) (Італія), 2005 року знов у м. Празі (Чехія), 2007 року – у м. Загребі (хорв. Zagreb) (Хорватія), а 2009 р. – у м. Гобокені (фр. Hoboken) (Бельгія). Щороку кількість країн, що беруть участь у Чемпіонатах Європи, Першості, Кубку. Європейських Чемпіонів та інших міжнародних турнірах із софтболу, стабільно зростає.

## Чемпіонат України
Станом на кінець 2024 року в Україні проводиться чемпіонат країни із софтболу серед 6 команд.
Дивізіон "А"
Західний Вогонь, м. Рівне; ОСДЮCШОР-ОШВСМ, м. Кропивницький; Збірна міста Києва.
Дивізіон "Б"
Леді Козак Київська обл.,; East Side, Донецька обл.; КДЮСШ "Україна"-ʼRavensʼ, м. Суми.